# François le Clerc
François Le Clerc, também grafado como Francis Le Clerc (Normandia, 15?? - 1563), apelidado de "perna de pau" ("Jambe de Bois" pelos franceses, "Peg Leg" pelos ingleses ou "Pata de Palo" pelos espanhóis), foi um corsário francês do século XVI. É reconhecido como o primeiro pirata da Era Moderna a usar uma prótese para substituir um membro inferior. Também foi o primeiro a possuir uma "carta de marca", expedida por Henrique II de França.

## Biografia
Frequentemente era o primeiro homem a invadir um navio inimigo durante uma manobra de abordagem. Esse comportamento intrépido é que, eventualmente, o levou a sofrer a perda de uma perna e graves danos a um braço, quando em combate com os ingleses ao largo de Sark e Guernsey em 1549. Embora muitos piratas tenham tido as suas carreiras encerradas por ferimentos dessa magnitude, Le Clerc recusou-se a aposentar-se, tendo mesmo alargado o seu raio de ação através do financiamento de viagens e dos ataques de outros piratas.
Henrique II de França concedeu-lhe um título de nobreza em 1551, como reconhecimento à sua coragem.
Em 1553 junto com Jacques de Sores e Jean-François de la Rocque de Roberval (conhecido pelos espanhóis como Roberto de Baal, também grafado como Robert Blundel) assumiu o comando de 6 galeões, 8 caravelas e 4 patachos transportando um efetivo de 800 homens. Nesse mesmo ano, liderou um ataque contra a cidade de Santa Cruz de La Palma, no arquipélago das Canárias, que saqueou e incendiou (21 de julho). Esta armada também atacou e saqueou San Germán, a segunda cidade mais antiga de Porto Rico, e saqueou metodicamente os portos de Hispaniola (Cuba), de sul para norte, a ilha de Mona, a ilha Saona, Yaguana e outras, roubando toda a artilharia possível no percurso. Ainda em 1553 Le Clerc recebeu o comando do "Le Claude", um dos 12 navios guarda-costas da Normandia.
Com oito embarcações e 300 homens saqueou Santiago de Cuba em 1554 durante um mês, tendo se evadido com um tesouro de 80.000 pesos. Esta, que foi a primeira capital de Cuba, assim completamente devastada, foi a partir de então eclipsada por Havana, jamais tendo voltado a recuperar a sua antiga prosperidade. Em seguida navegou em direção ao mar dos Açores. A frota obteve um grande butim e, na viagem de volta, saqueou a cidade de Las Palmas, na ilha de Gran Canaria.
Ele e sua tripulação de 330 homens foram os primeiros europeus a estabelecer-se na ilha de Santa Lúcia, e a utilizar a vizinha Pigeon Island para assaltar os galeões de tesouro espanhóis que transitavam ao largo da Martinica.
Em 1560, enquanto aguardava uma frota de tesouro espanhola transportando uma carga de ouro, causou grandes danos aos assentamentos ao longo da costa do Panamá.
Em abril de 1562, os protestantes em várias cidades da Normandia rebelaram-se contra o soberano católico romano. Isabel I da Inglaterra despachou forças britânicas para ocupar Le Havre até junho de 1563. Le Clerc juntou-se às forças inglesas e devastou a navegação francesa. Em março de 1563 pediu à soberana uma grande soma em prata como uma recompensa por suas ações. Quando a soberana declinou o seu pedido, ferido em seu orgulho, Le Clerc partiu para o arquipélago dos Açores, onde veio a ser morto, naquele mesmo ano, enquanto caçava navios de tesouro espanhóis.
Le Clerc fez construir a mansão Crasvillerie (Manoir de la Crasvillerie) em Réville, onde acolheu o almirante Gaspard II de Coligny.